# Nagy Péter (zongoraművész)
Nagy Péter (Mátészalka, 1960. április 26. –) Liszt Ferenc-díjas magyar zongoraművész.

## Életrajza
Nagy Péter 1960. április 26-án született Mátészalkán. Első zongoratanára Dávid Margit volt. Nyolcéves korában felvételt nyert a Zeneakadémia akkoriban alakuló "Különleges Tehetségek Iskolájába", ahol Máthé Miklósnénál és Rados Ferencnél folytatta tanulmányait. 1975-ben a Zeneakadémia zongora szakán Zempléni Kornél osztályába került. Karrierje 19 éves korában kezdődött. A Magyar Rádió 1979-es zongoraversenyén elért első díja irányította rá a figyelmet. Majd 1980-ban ismét első díjat nyert Bordeaux-ban a Fiatal Előadók Fesztiválján. Azóta rendszeres résztvevője az itthoni és a külföldi koncertéletnek. Olyan neves zenekarokkal lépett fel szólistaként, mint például a Tokyo Szimfonikus Zenekar, a Yomiuri Szimfonikus Zenekar, a Helsinki Filharmonikusok, a Finn Rádiózenekar, a Magyar Állami Hangversenyzenekar és a Magyar Rádió zenekara. Szólóesteket adott Európa, Japán és Ausztrália jelentős koncerttermeiben. Kamaramuzsikusként részt vett többek között Aix-en-Provence, Lllandaff, Kilkenny, Athén, Bastad, Edinburgh, Turku, Helsinki, Kuhmo, Stockholm, Davos, Ojai,Kronberg,Frenswegen,Pekingi Nemzetközi Zongorafesztival,Shanghai Nemzetközi Zongorafesztivál és Marlboro  Music fesztiváljain. Olyan világhírű művészek választották kamara-partnerül, mint Leonidasz Kavakosz, Kim Kashkashian, Imai Nobuko, Ruggiero Ricci, Bruno Giuranna,Charles Neidich,Frans Helmerson, Kocsis Zoltán,Claudio Bohorquez, Daniel Hope  és Perényi Miklós. Számos hanglemezfelvételt készített a Hungaroton, Naxos, Delos, Decca, Hyperion és Berlin Classics cégek számára. 1987-óta a budapesti Liszt Ferenc Zeneművészeti Főiskola tanára, a Doktor Iskola billentyűs programjának vezetője, 2010-óta a stuttgarti Staadtliche Hochshule für Musik und Darstellende Kunst professzora ,Liszt díjas. Tiszteletbeli tagja többek között a Mátészalkai Művészbarát Egyesületnek is.

## Szólólemezei
- Beethoven: Fifteen Variations and a Fuge on an original Theme in E-flat major Op.35
- Brahms: Sonata in C-major Op.1
- Mendelssohn: Songs Without Words Complete
- Romantic Piano Favourites
- Kamarazenei lemezek a következő művészekkel: Leonidas Kavakos, Tanja Becker-Bender,Kelemen Barnabás,Claudio Bohorquez, Kousay H.Mahdi Kadduri,Zempléni Szabolcs